# Casa Joan Canas
La Casa Joan Canas és un edifici situat al carrer de Balmes, 106 de Barcelona, inclòs a l'Inventari del Patrimoni Arquitectònic de Catalunya.

## Descripció
Consta de planta baixa, entresòl i quatre pisos, amb n terrat pla transitable. L'accés principal dona pas a una zona de vestíbul i a un celobert central en el qual s'hi localitza l'escala de veïns i l'ascensor.
La façana de la casa, d'estil eclèctic, és estructurada en tres eixos verticals de ritme regular, formant una composició axial al voltant de l'accés principal. Igualment està dividida en dos trams horitzontals. El primer tram comprèn la planta baixa i l'entresòl, amb parament petri que imita carreus. La resta de plantes formen el segon tram, amb parament de maó pintat i una tribuna central que abasta tots els nivells.
La planta baixa s'obre al carrer per mitjà de tres portals. El central, amb la continuació d'un arc de mig punt a l'entresòl que dona la sensació de gran portal doble, permet l'accés a l'escala de veïns, mentre els portals laterals corresponen a les botigues de la planta baixa. El tram central es caracteritza per la tribuna central que ocupa tota la zona central de les quatre plantes, rematada per un frontó classicista a l'altura del terrat, amb la data de la construcció de l'edifici al timpà. Cadascuna de les tribunes presenta dos obertures als extrems i una falsa obertura central amb un elegant esgrafiat de temàtica vegetal. Tant les tribunes centrals com els balcons laterals estan ornats amb un treball escultòric molt acurat en llurs permòdols, pilastres, llindes i en les baranes de les tribunes. Els balcons en voladís dels dos eixos laterals, en canvi, estan tancats per baranes de ferro forjat, i les obertures amb finestres de llibret.
Un senzill vestíbul d'accés a l'immoble dona pas a un celobert central, on hi ha l'escala que en distribueix les diverses propietats horitzontals, amb dos habitatges per pis. Al fons del celobert, i recorregut un petit tram de l'escala, es troba l'ascensor.